# Chris Childs
Chris Childs (Bakersfield, 20 novembre 1967) è un ex cestista statunitense, professionista nella NBA.

## Carriera
Durante la sua carriera ha giocato per molto tempo tra la USBL e la CBA, nel 1994 debutta in NBA con i New Jersey Nets. Dopo avere giocato nei Nets ha militato nei rivali New York Knicks, nei Toronto Raptors per poi terminare la carriera ai Nets.
Ai Knicks, il 3 aprile 2000, si è reso protagonista dell'episodio per cui è più noto: negli ultimi secondi del terzo quarto di una sfida contro i Los Angeles Lakers Childs ha tirato un pugno in faccia a Kobe Bryant, senza tuttavia stenderlo, ma venendo espulso per il gesto.

## Statistiche

### NCAA
| Anno      | Squadra           | PG  | PT | MP   | TC%  | 3P%  | TL%  | RP  | AP  | PRP | SP  | PP   |
| --------- | ----------------- | --- | -- | ---- | ---- | ---- | ---- | --- | --- | --- | --- | ---- |
| 1985-1986 | Boise St. Broncos | 28  | -  | 28,3 | 41,3 | 32,3 | 79,1 | 3,1 | 3,0 | 2,0 | 0,0 | 10,7 |
| 1986-1987 | Boise St. Broncos | 30  | -  | 31,5 | 44,5 | 40,5 | 82,6 | 2,6 | 2,9 | 2,3 | 0,4 | 15,4 |
| 1987-1988 | Boise St. Broncos | 30  | -  | 31,5 | 46,5 | 45,0 | 85,3 | 2,6 | 3,3 | 1,9 | 0,1 | 14,3 |
| 1988-1989 | Boise St. Broncos | 30  | -  | 31,0 | 44,4 | 43,7 | 80,2 | 3,4 | 4,1 | 1,1 | 0,0 | 13,7 |
| Carriera  | Carriera          | 118 | -  | 30,6 | 44,3 | 42,2 | 81,8 | 2,9 | 3,3 | 1,8 | 0,1 | 13,6 |

### NBA

#### Regular Season
| Anno      | Squadra         | PG  | PT  | MP   | TC%  | 3P%  | TL%  | RP  | AP  | PRP | SP  | PP   |
| --------- | --------------- | --- | --- | ---- | ---- | ---- | ---- | --- | --- | --- | --- | ---- |
| 1994-1995 | N.J. Nets       | 53  | 11  | 19,3 | 38,0 | 32,8 | 75,3 | 1,3 | 4,1 | 0,8 | 0,1 | 5,8  |
| 1995-1996 | N.J. Nets       | 78  | 54  | 30,9 | 41,6 | 36,7 | 85,2 | 3,1 | 7,0 | 1,4 | 0,1 | 12,8 |
| 1996-1997 | N.Y. Knicks     | 65  | 61  | 31,9 | 41,4 | 38,7 | 75,8 | 2,9 | 6,1 | 1,2 | 0,2 | 9,3  |
| 1997-1998 | N.Y. Knicks     | 68  | 0   | 23,5 | 42,1 | 31,0 | 82,5 | 2,4 | 3,9 | 0,8 | 0,1 | 6,3  |
| 1998-1999 | N.Y. Knicks     | 48  | 0   | 27,0 | 42,7 | 38,3 | 82,1 | 2,8 | 4,0 | 0,9 | 0,0 | 6,8  |
| 1999-2000 | N.Y. Knicks     | 71  | 2   | 23,6 | 40,9 | 35,6 | 79,7 | 2,1 | 4,0 | 0,5 | 0,1 | 5,3  |
| 2000-2001 | N.Y. Knicks     | 51  | 5   | 25,7 | 41,9 | 31,3 | 84,8 | 2,7 | 4,6 | 0,7 | 0,1 | 4,8  |
| 2000-2001 | Toronto Raptors | 26  | 0   | 21,2 | 37,2 | 28,6 | 84,0 | 2,5 | 4,6 | 0,8 | 0,3 | 4,5  |
| 2001-2002 | Toronto Raptors | 69  | 4   | 22,8 | 32,8 | 27,5 | 81,7 | 2,2 | 5,1 | 0,8 | 0,1 | 4,1  |
| 2002-2003 | N.J. Nets       | 12  | 0   | 8,8  | 30,0 | 16,7 | 66,7 | 0,4 | 1,3 | 0,7 | 0,1 | 1,3  |
| Carriera  | Carriera        | 541 | 137 | 25,2 | 40,3 | 34,4 | 81,6 | 2,4 | 4,9 | 0,9 | 0,1 | 6,9  |

#### Play-off
| Anno     | Squadra         | PG | PT | MP   | TC%  | 3P%  | TL%  | RP  | AP  | PRP | SP  | PP   |
| -------- | --------------- | -- | -- | ---- | ---- | ---- | ---- | --- | --- | --- | --- | ---- |
| 1997     | N.Y. Knicks     | 10 | 10 | 32,8 | 43,7 | 34,6 | 82,6 | 4,9 | 5,9 | 2,0 | 0,0 | 10,4 |
| 1998     | N.Y. Knicks     | 10 | 0  | 25,4 | 41,4 | 30,8 | 73,3 | 2,5 | 3,3 | 0,6 | 0,0 | 6,3  |
| 1999     | N.Y. Knicks     | 20 | 0  | 24,7 | 35,5 | 32,1 | 73,1 | 2,4 | 3,7 | 0,7 | 0,1 | 4,7  |
| 2000     | N.Y. Knicks     | 16 | 0  | 20,9 | 38,6 | 32,1 | 85,7 | 2,3 | 2,4 | 0,4 | 0,0 | 5,4  |
| 2001     | Toronto Raptors | 12 | 9  | 31,7 | 41,1 | 41,7 | 87,0 | 3,2 | 6,5 | 1,0 | 0,3 | 9,1  |
| 2002     | Toronto Raptors | 5  | 4  | 32,6 | 38,9 | 47,1 | 90,0 | 3,8 | 7,4 | 0,8 | 0,0 | 11,8 |
| Carriera | Carriera        | 73 | 23 | 26,8 | 39,8 | 36,5 | 81,6 | 2,9 | 4,4 | 0,8 | 0,1 | 7,1  |

#### Massimi in carriera
- Massimo di punti: 30 vs Minnesota Timberwolves (20 gennaio 1996)[3]
- Massimo di rimbalzi: 11 vs Washington Bullets (19 gennaio 1996)
- Massimo di assist: 17 vs Los Angeles Lakers (7 febbraio 1996)
- Massimo di palle rubate: 5 (7 volte)
- Massimo di stoppate: 2 (6 volte)
- Massimo di minuti giocati: 49 (2 volte)

## Palmarès
- Campione USBL (1993)
- Miglior tiratore di liberi USBL (1993)
- Campione CBA (1994)
- CBA Playoff MVP (1994)